# My Funny Valentine (Sting)
My Funny Valentine è un singolo di Sting, pubblicato l'11 marzo 2021 come secondo estratto dalla quinta raccolta Duets.

## Descrizione
Il brano ha visto la partecipazione del pianista statunitense Herbie Hancock ed è stato utilizzato in origine per il film giapponese Ashura.

## Tracce
Testi di Richard Rodgers e Lorenz Hart.
1. My Funny Valentine (feat. Herbie Hancock) – 4:53